# Palaemonetes kadiakensis
Palaemonetes kadiakensis är en kräftdjursart som beskrevs av M. J. Rathbun 1902. Palaemonetes kadiakensis ingår i släktet Palaemonetes och familjen Palaemonidae. Inga underarter finns listade i Catalogue of Life.